# Psidium nutans
Psidium nutans är en myrtenväxtart som beskrevs av Otto Karl Berg. Psidium nutans ingår i släktet Psidium och familjen myrtenväxter. Inga underarter finns listade i Catalogue of Life.